# Otar Turașvili
Otar Turașvili (în georgiană ოთარ ტურაშვილი; n. 14 iulie 1986, Tbilisi, Georgia) este un jucător de rugby în XV profesionist român de origine georgiană. Evoluează ca taloneur.

## Carieră
S-a născut și crescut în Tbilisi, Georgia. S-a apucat de rugby la vârsta de 16 ani. Mai întâi a jucat pentru Lokomotiv Tbilisi, apoi echipele naționale de U18, U19 și U20 ale Georgiei. Nefiind convocat la echipa de seniori, a decis să plece în România. În 2009 s-a alăturat clubului RCJ Farul Constanța, apoi a jucat pentru RCM Universitatea de Vest Timișoara, CSM București, și apoi Farul Constanța. La nivel european, a participat la Amlin Challenge Cup cu Lupii București. Din sezonul 2015 este legitimat la clubul francez Colomiers Rugby în Pro D2, al doilea eșalon valoric al rugby-ului în Franța.
Și-a făcut debutul la echipa națională a României într-un meci de Cupa Națiunilor IRB împotrivă Uruguayului în iunie 2012. A participat la Cupa Mondială de Rugby din 2015, fiind titular la cele trei meciuri din faza grupelor.

## Legături externe
- en  Statistice internaționale pe ESPN Scrum
- en  Statistice în probe europene Arhivat în 24 septembrie 2015, la Wayback Machine. pe EPC Rugby